# Глажево (деревня)
Глажево — деревня в Глажевском сельском поселении Киришского района Ленинградской области.

## История
Деревня Глажево упоминается на карте Санкт-Петербургской губернии 1792 года А. М. Вильбрехта.
Село Глажево, состоящее из 125 крестьянских дворов, обозначено на карте Санкт-Петербургской губернии Ф. Ф. Шуберта 1834 года.

ГЛАЖЕВО — село принадлежит Казённому ведомству, число жителей по ревизии: 264 м. п., 246 ж. п.

В оном: церковь каменная во имя Владимирской Пресвятой Богородицы (1838 год)

Село Глажево из 125 дворов обозначено на специальной карте западной части России Ф. Ф. Шуберта 1844 года.

УЛАЖЕВО — село Ведомства государственного имущества по просёлочной дороге, число дворов — 111, число душ — 285 м. п. (1856 год)

ГЛАЖЕВО — село казённое при колодцах, число дворов — 118, число жителей: 316 м. п., 324 ж. п.; Церковь православная. Волостное правление. Сельское училище. Ярмарка. (1862 год)

Сборник Центрального статистического комитета описывал его так:

ГЛАЖЕВО — село бывшее государственное, дворов — 151, жителей — 650; Волостное правление, церковно-приходская школа, 3 лавки, постоялый двор, торжок 21 августа. (1885 год)

Согласно епархиальным сведениям 1899 года в селе находилась приходская Владимирская церковь (Введения Пресвятой Богородицы), ранее Михайловского погоста.
В конце XIX — начале XX века село административно относилось к Глажевской волости 5-го земского участка 1-го стана Новоладожского уезда Санкт-Петербургской губернии.
По данным «Памятной книжки Санкт-Петербургской губернии» за 1905 год село Глажево образовывало Глажевское сельское общество.

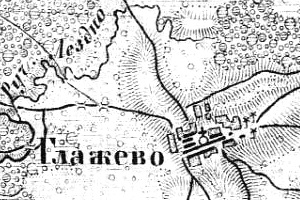
Село Глажево на карте 1915 года

Согласно карте Петроградской и Новгородской губерний 1915 года в селе находились три ветряные мельницы и часовня.
С 1917 по 1927 год село Глажево входило в состав Глажевского сельсовета Глажевской волости Волховского уезда.
Согласно данным переписи населения СССР 1926 года в селе Глажево проживали 808 человек — большинство русские, а также эстонцы. 
С 1927 года в составе Андреевского района.
В 1928 году население Глажево также составляло 808 человек.
С 1931 года в составе Киришского района.
Согласно карте Ленинградской области Северо-западного аэрогеодезического треста ГГУ издания 1932 года село насчитывало 80 крестьянских дворов. В селе находились две ветряных мельницы, почта, церковь и часовня.
По данным 1933 года село Глажево являлось административным центром Глажевского сельсовета Киришского района, в который входили 5 населённых пунктов: деревни Заполек, Манушкино, Наволок, сёла Глажево и Черенцово, общей численностью населения 1850 человек.
По данным 1936 года в состав Глажевского сельсовета входили 6 населённых пунктов, 376 хозяйств и ни одного колхоза.

План села Глажево. 1937 год

Согласно топографической карте РККА 1937 года село насчитывало 157 крестьянских дворов. В селе располагались сельсовет и церковь.
Согласно переписи населения СССР 1939 года в селе Глажево проживали 348 мужчин и 400 женщин, всего 748 человек.
С 1963 года в составе Волховского района.
С 1965 года вновь составе Киришского района. В 1965 году население Глажево составляло 342 человека.
По данным 1966 года деревня Глажево являлась административным центром Глажевского сельсовета.
По данным 1973 и 1990 годов деревня Глажево входила в состав Глажевского сельсовета. Административным центром сельсовета являлся посёлок Глажево.
В 1997 году в деревне Глажево Глажевской волости проживали 45 человек, в 2002 году — 46 (все русские).
В 2007 году в деревне Глажево Глажевского СП проживал 31 человек, в 2010 году — также 31.

## География
Деревня расположена в северо-западной части района на автодороге 41К-550 (Глажево — Мемино), к западу от автодороги 41А-006 (Зуево — Новая Ладога).
Расстояние до административного центра поселения — 3 км.
Расстояние до районного центра — 27 км.
Расстояние до ближайшей железнодорожной станции Глажево — 2 км.

## Демография
| 1838 | 1862 | 1885 | 1897 | 1928 | 1965 | 1997 |
| ---- | ---- | ---- | ---- | ---- | ---- | ---- |
| 510  | ↗640 | ↗650 | ↘610 | ↘88  | ↗342 | ↘45  |
| 2002 | 2007 | 2010 | 2017 |      |      |      |
| ↗46  | ↘31  | →31  | ↗43  |      |      |      |

### Национальный состав
Согласно данным Всероссийской переписи населения 2021 года в деревне проживали 37 человек, из них:
 русские — 31, татары — 3, узбеки — 1 человек, один человек национальность не указал.

## Достопримечательности
- Церковь Владимирской иконы Божией Матери. Каменная, однопрестольная, построена в 1810 году. К церкви были приписаны пять часовен: в селе Глажеве и в деревнях Подсопье, Манушкине, Наволоке и Кривашах. Разрушена во время боёв в 1944 году[31].